# Frörup
Frörup (dänisch Frørup) ist ein Ortsteil der Gemeinde Oeversee in Schleswig-Holstein, Deutschland.

## Lage
Förup schließt sich direkt südlich des Dorfes Oeversee an. Direkt östlich vom Dorf Frörup liegt der Straßensiedlungsbereich Frörupsand (Lage), der früher auch den Namen Frörup-Osterfeld trug. Direkt südöstlich vom Dorf Frörup befinden sich bei der Straße Frörupholz (Lage) die Fröruper Berge mit ihrem Hochmoor, eine eiszeitliche Moränenlandschaft. Westlich von Frörup liegt der Streusiedlungsbereich Frörupfeld. Direkt südlich vom Dorf Frörup liegen des Weiteren die Höfe Fröruphof, Neufröruphof sowie Tinghoe, von denen Fröruphof auch als flächenmäßig, umfassenderer Ortsbegriff offenbar in Verwendung ist. Zwei Kilometer südwestlich liegt Tarp. Sieben Kilometer nördlich beginnt die Stadtgrenze von Flensburg.

## Hintergrund
An jahrhundertealte Siedlungsaktivitäten erinnert das Hügelgrab Thinghy, südlich vom Frörup beim Hof Tinghoe. Das Hügelgrab Thinghy soll vor Jahrhunderten als erste Thingstätte (also als Gerichtsstätte) der Uggelharde gedient haben.
Frörup hat eine alte wasserbetriebene Mühle, die von der Treene angetrieben wurde und zum Kornmahlen genutzt wurde. Sie wurde vermutlich im 13. Jahrhundert eingerichtet. Spätere Eigentümerin der Mühle war das Zisterzienserkloster Rüde (auch Rudekloster zu Glücksburg genannt). Der dortige Abt trat die Mühle 1543 an den König von Dänemark ab. Heute ist die Mühle in privatem Besitz und das Mühlenrad dient nur noch zur Stromerzeugung. Besichtigungen sind nicht möglich.
Bei der Volksabstimmung in Schleswig (im Jahr 1920) sprachen sich, wie im gesamten Umland, die Mehrheit der Bewohner für den Verbleib bei Deutschland aus. Von den 222 stimmberechtigten Einwohnern in Frörup votierten für Deutschland/Preußen 119 Personen und für Dänemark 11 Personen.
Bis in die 1960er Jahre hinein fand bei den Fröruper Bergen stellenweise Stein- und Kiesabbau statt.
| Jahr | Anzahl |
| ---- | ------ |
| 1910 | 324    |
| 1939 | 356    |
| 2006 | 389    |